# 迪絲特麗亞·克拉斯尼奇
迪絲特麗亞·克拉斯尼奇（1995年12月10日—），科索沃柔道運動員，她代表科索沃隊參加了日本舉行的2020年夏季奧林匹克運動會，並且在女子48公斤級比賽上獲得金牌。